# 초 소왕

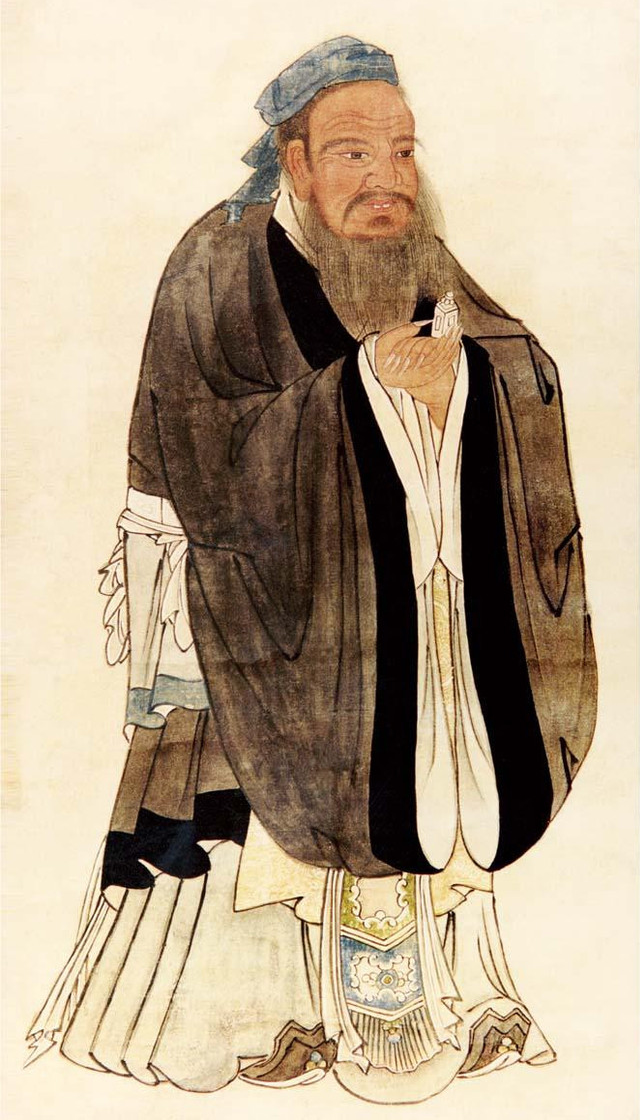

초 소왕(楚 昭王, ? ~ 기원전 489년)은 중국 초나라의 제29대 군주(재위: 기원전 515년 ~ 기원전 489년)이다. 출토된 초나라의 문헌에 의하면 소왕(卲王)이라고도 한다. 이름은 진(珍)이었다가 즉위 후 진(軫)으로 고쳤고, 이후 다시 임(壬)으로 고쳤다. 평왕의 아들이다.

## 생애
평왕이 태자 건을 위해 진(秦)나라에서 그 신붓감을 구하였는데, 신부가 될 맹영(孟嬴)이 심하게 아름다운데다 비무기(費無忌)의 책동을 받아 마침내 스스로 받아들여 비(妃)로 삼았다. 아들을 낳았는데, 보배처럼 귀한 자식이란 뜻으로 이름을 진(珍)으로 하였다.
기원전 516년에 평왕이 죽자 10살도 되지 않은 진이 즉위하였다. 즉위 후 이름을 진(軫)으로 고쳤다.
기원전 515년, 원년에 비무기를 주살하여 나랏사람들의 분노를 달래주었다.
기원전 512년, 오(吳)나라의 이보공(二父公)이 초나라로 도망쳐오자, 소왕은 오나라를 막아내기 위해 그들에게 땅을 주어 봉했다.
기원전 511년, 오나라가 초나라를 쳐서 육성(六城)과 체성(潜城) 두 개의 성을 취했다.
기원전 509년, 소왕이 자상(子常)에게 명령하여 오나라를 쳤지만, 예장(豫章)에서 크게 패했다.
기원전 506년 겨울, 오자서와 손무가 오나라의 군사를 거느리고 초나라를 쳤다. 소왕은 초나라 최고의 명장 좌사마 심윤술(沈尹戌)과 영윤 자상(子常)을 보내어 오나라군을 막게 했으나 백거(柏擧)전투에서 자상의 욕심으로 초나라군이 크게 패했다. 이어서 오나라군이 초나라의 수도인 영도(郢都)를 공격하여 들어가니, 소왕은 도망갔다. 운몽택(雲夢澤)에 이르렀을 때 오나라 군이 쏜 화살에 부상을 입었으며, 이리저리 도망다니다가 운나라, 수나라에 이르렀다. 신포서(申包胥)가 진(秦)나라에 가서 군사를 내어 구원해 주기를 빌었다. 진(秦) 애공(哀公)은 처음엔 응답하지 않았지만, 신포서가 조정의 뜰에서 꿇어 앉고 곡을 한지 7일이 지나도록 그치지 않자 마침내 그 충성에 감동하여 군사를 내어 초나라를 구원하였다.
기원전 505년 6월, 초나라와 진나라의 연합군이 오나라 군사를 직(稷)에서 패배시켰고, 소왕은 영도로 돌아와 공신에게 상을 내렸지만 신포서는 달아나 받지 않았다. 오나라에서 부개(夫槪)가 오나라의 군사가 얼마나 있는지 보고서는 자립하여 왕이 되자 오왕 합려(闔閭)가 군사를 물려 돌아가 반란을 평정하였다. 부개는 초나라로 달아났고, 초나라에서는 당계(堂谿) 땅을 주고 봉하였다. 부개는 당계씨(堂谿氏)가 되었다. 10월에 전쟁이 마침내 끝이 났지만, 영도는 오나라 군사가 이미 유린했고, 감당하지 못할 정도로 파괴하였다. 이에 소왕은 천도를 결정하였다.
기원전 504년, 오나라가 초나라를 쳐서 반(番)을 취했다. 초나라가 마침내 약(鄀)으로 천도했다.
기원전 500년, 소왕이 돈자국(頓子國)과 호성(胡城)을 멸했다.
기원전 489년 봄, 오나라가 진(陳)나라를 치자 구원하였다. 10월, 소왕의 병이 심하였고, 이후에 군중에서 죽었다.
| 전 임 아버지 평왕 웅거 | 제29대 초나라의 군주 기원전 515년 ~ 기원전 489년 | 후 임 아들 혜왕 웅장 |